# Fomalhaut C
Fomalhaut C (LP 876-10) is een rode dwerg in de dubbelster Fomalhaut ongeveer 25 lichtjaar van de zon in het sterrenbeeld Waterman. De ster staat 3,2 lichtjaar van Fomalhaut A.